# Halticoptera brodiei
Halticoptera brodiei är en stekelart som beskrevs av William Harris Ashmead 1887. Halticoptera brodiei ingår i släktet Halticoptera och familjen puppglanssteklar. Inga underarter finns listade i Catalogue of Life.